# Parafia Niepokalanego Serca Najświętszej Maryi Panny w Krzyżowej
Parafia pw. Niepokalanego Serca Najświętszej Maryi Panny w Krzyżowej – parafia rzymskokatolicka znajdująca się w Krzyżowej. Należy do dekanatu Jeleśnia diecezji bielsko-żywieckiej.